# Gymnostomum subrigidulum
Gymnostomum subrigidulum är en bladmossart som först beskrevs av Brotherus, och fick sitt nu gällande namn av Chen Pan-chieh 1941. Gymnostomum subrigidulum ingår i släktet kalkkuddmossor, klassen egentliga bladmossor, divisionen bladmossor och riket växter. Inga underarter finns listade i Catalogue of Life.